# Die treue Magd

Die treue Magd
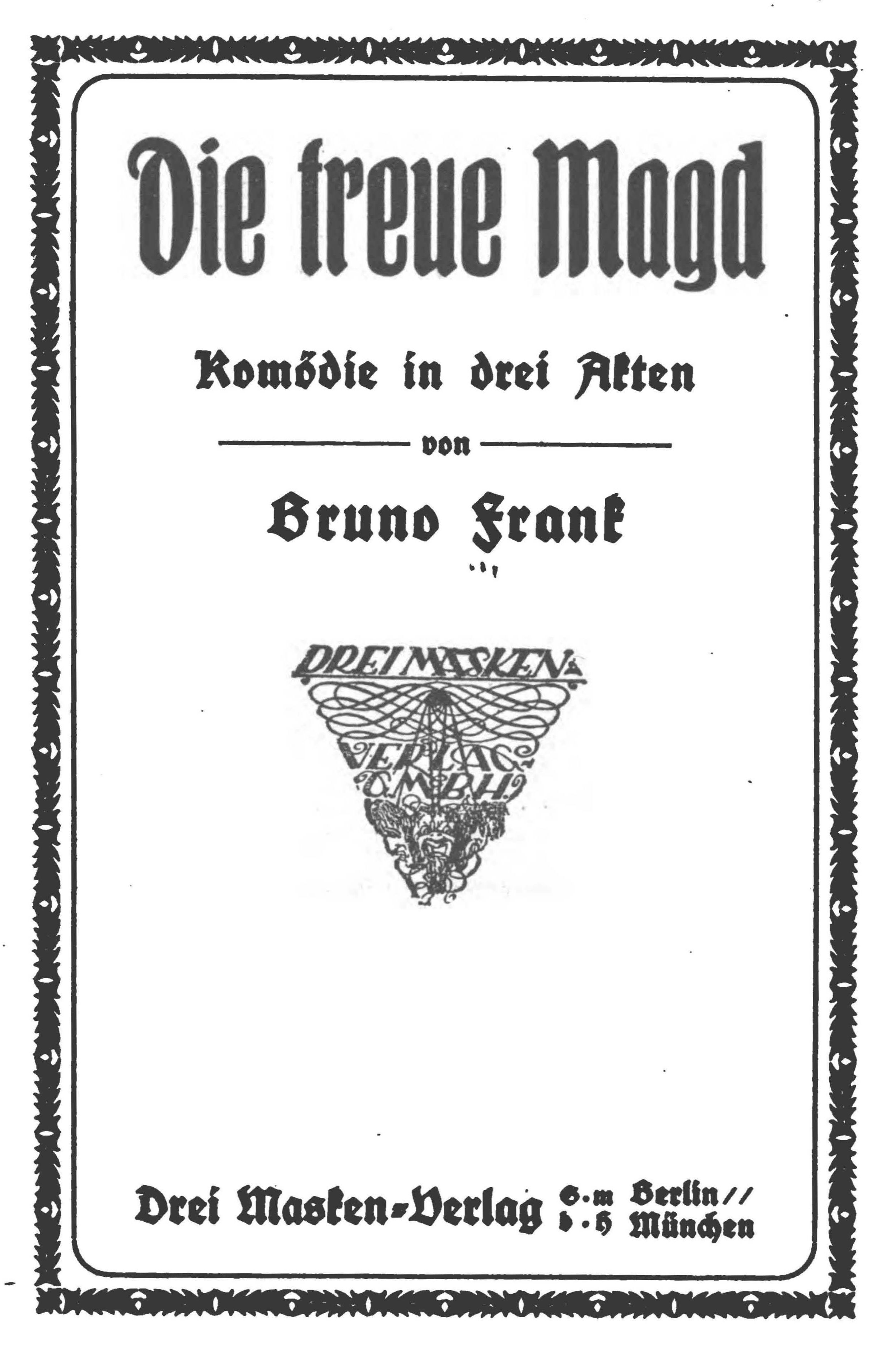

Die treue Magd. Komödie in drei Akten ist ein Schauspiel von Bruno Frank aus dem Jahr 1916. Es war Bruno Franks erstes Bühnenstück. Die Uraufführung fand während des Ersten Weltkriegs am 5. November 1916 in Dresden und Leipzig statt, weitere Aufführungen in Hamburg, Frankfurt, München und am Wiener Burgtheater. 
Die Druckausgabe des Stücks erschien 1916 im Drei Masken-Verlag in Berlin/München mit der Widmung „Emmy Remolt, der Frau und der Darstellerin“. Nach Franks Biograph Sascha Kirchner brachte das Stück ökonomisch den erhofften Erfolg, während es bei der Kritik durchfiel.

## Übersicht
Vor 25 Jahren zerbrach Mathildes Beziehung zu Hermann Sohnrey. Nach seiner Heirat versieht sie bei ihm die Stelle einer Haushälterin. Als Vertrauensperson der Kinder verhilft sie der Tochter Ruth zu dem ersehnten Ehemann und bewahrt den Sohn Günther vor einem Eklat wegen eines unberechtigt ausgestellten Wechsels.

## Handlung
Ort: Elegant eingerichtetes Zimmer bei Sohnreys.
Der Holzhändler Hermann Sohnrey, Stadtrat und angesehener Bürger, feiert sein 25-jähriges Geschäftsjubiläum. Die Beziehung zu seiner Frau Lilly ist von Gleichgültigkeit geprägt. Er hat sie geheiratet, weil sie reich war und „einigermaßen von Familie“. Lilly ist eine gefühlsarme Frau und ihr ganzes Streben auf äußeres Ansehen gerichtet. Sie möchte, dass die 20-jährige Tochter Ruth sich mit dem 43-jährigen Baron Planitz verlobt. Ruth jedoch liebt den 34 Jahre alten Schriftsteller Dr. Albrecht Hildebrand, der nur über ein kleines Einkommen verfügt und in den Augen der Eltern eine Mesalliance wäre. 
Der 23-jährige Sohn Günther arbeitet im väterlichen Geschäft. Er gerät in schlechte Gesellschaft und stürzt sich zur Befriedigung seiner Spielsucht in Schulden. Ausgerechnet am Jubiläumstag seines Vaters bahnt sich eine Katastrophe an. Der Geldverleiher Georg Laturner will Hermann Sohnrey einen Wechsel präsentieren, den Günther unberechtigt im Namen der Firma unterzeichnet hat. 
Mathilde ist die eigentliche Hauptperson des Schauspiels, die „treue Magd“. Sie ist Haushälterin bei den Sohnreys. Vor einem Vierteljahrhundert waren Sohnrey und Laturner befreundet und gemeinsam Geschäftsführer der Holzhandlung. Sie wohnten zusammen in einer Hütte in den Weinbergen, und Mathilde führte ihnen den Haushalt. Beide Männer fühlten sich zu Mathilde hingezogen, aber Mathildes Herz schlug für Sohnrey. 
Als Laturner eine mindere Geldsumme unterschlug, verriet ihn sein Freund, getrieben von fanatischer Ehrlichkeitsliebe, an den Chef der Firma. Obwohl Mathilde sich für Laturner einsetzte, wurde er entlassen. Sohnrey wollte eigentlich Mathilde zur Frau nehmen, hielt aber ihr Eintreten für Laturner für eine sittliche Schwäche und entschied sich für eine andere.  Mathilde blieb bei ihm als Haushälterin,  um in der Nähe des geliebten Mannes zu sein. Sohnrey wird ihr später einmal sagen: „Sie gehen im Hause umher auf Ihren leisen Sohlen, wie der Inbegriff alles versäumten Glücks.“
Der Verrat seines Freundes ließ Laturner zum Menschenverächter werden. Hinfort zahlte er den Vertrauensbruch eines Einzelnen als hartherziger Geldverleiher allen Menschen heim. Am Jubiläumstag will er sich an seinem ehemaligen Freund rächen, indem er den Wechsel des Sohns präsentiert und den Sohn vor dem Vater bloßstellt. Mathilde, die ein enges Verhältnis zu Sohnreys Kindern entwickelt hat, vermittelt zwischen Kindern und Eltern. Auf ihre Fürsprache hin darf Ruth sich mit ihrem geliebten Dr. Hildebrand verbinden. Laturner überredet sie, auf seine Rache zu verzichten. Sohnrey und Laturner gehen halbwegs versöhnt auseinander.

## Hintergrund
Bruno Frank kannte die Auswirkungen der Spielsucht aus schmerzlicher eigner Anschauung. Mindestens in der ersten Hälfte seiner zwanziger Jahre erlag er immer wieder der Spielsucht. Er unternahm mehrere kostspielige Reisen nach Südfrankreich, wo er im Casino von Monte Carlo seiner Leidenschaft frönte. Zur Aufrechterhaltung seines aufwendigen Lebensstils und zur Befriedigung seiner Spielsucht stürzte er sich immer wieder in Schulden, vor allem bei seinem Schulfreund Eberhard Ackerknecht, seinem Verleger Otto Winter und bei seinem väterlichen Freund Thomas Mann. 
Die Druckausgabe des Stücks trug die Widmung „Emmy Remolt, der Frau und der Darstellerin“. 
Bruno Frank war mit der fast 11 Jahre älteren, verwitweten Theaterschauspielerin Emmy Remolt seit 1914 befreundet. Er hatte bei einem seiner Aufenthalte in seiner Vaterstadt Stuttgart ihre Bekanntschaft gemacht und ihre Schauspielkunst schätzen gelernt. Es ist wahrscheinlich, dass ihm Emmy Remolt als Vorbild für Mathilde, die Hauptfigur des Stücks, vorschwebte: „Mathildes Wesen ist eine gütige, stille Überlegenheit. Sie steht in den Vierzigern, darf aber durchaus jünger und frauenhaft reizvoll wirken.“ 1916 war Emmy Remolt 40 Jahre alt, ein Alter, in dem Schauspielerinnen nicht mehr für die Rolle jugendlicher Heldinnen, sondern in Mutterrollen besetzt wurden. Franks Erstling wurde jedoch nicht am Hoftheater in Stuttgart aufgeführt, so dass es Emmy Remolt versagt blieb, die Rolle der Mathilde zu interpretieren.

## Rezeption
- Der Theaterkritiker Christian Gaehde urteilte anlässlich der Uraufführung in Dresden 1916:[3]

Um Bruno Frank tut es mir dabei leid. Er hat in ein paar Novellen und Gedichtbänden gezeigt, daß er Geschmack, ja Kultur hat. Mehr nicht! Aber nun steigt er hinunter in die Niederungen, wo für leere Worte das Geld in den Kasten springt. Das ewig Banale, aufgeputzt mit Sentimentalität und in Feingold zahlender Bürgertüchtigkeit soll ein Stück Dasein, wohlgemerkt mit Humor gesehenes Dasein, vortäuschen. Die unechte Gefühlsseligkeit hatte die Marlitt schon, und Frauen und Jungfrauen jubelten ihr zu. Nun der „Humor“ oder richtiger eine geschickte Ironie, die den Philister unten im Parkett zum Richter seiner eigenen Unzulänglichkeit macht, in feinen Dosen dazu gegeben wird, freuen sich auch die Männer. So weit sind wir gekommen. Nein, diese „treue Magd“, die 25 Jahre im Hause des Herrn liebend beiseite steht, die Herzen der Kinder des braven und ehrbaren Kaufmanns, der eine Gans zu ihrer Mutter machte, sich selbstverständlich erobert, alle Irrungen und Wirrungen mit grundgütiger Seele und tüchtiger Klugheit zum guten Ende führt, sie ist, so wohlig sich‘s auch um sie lebt, doch weiter nichts als die „alte Mamsell“. Und hätte sie nicht zum Schluß die Tränchen über ein verlorenes Glüd, kicherte nicht eine witzige Pointe um ihr Leid, löste nicht alles so geschmacklos bieder in Wohlgefallen sich auf, sie wäre die kalte Mamsell, die seit 30 Jahren und mehr in unserer Literatur tot und begraben sein sollte.
- W. H. zur Aufführung in München, München-Augsburger Abendzeitung, 27. November 1916:[4]

Die etwas romanhafte, teilweise konstruierte und nicht restlos wahrscheinlich anmutende Geschichte wirkt ziemlich durchschnittlich.
- Leopold Jacobson zur Aufführung im Wiener Burgtheater, Neues Wiener Journal, 31. Dezember 1916:[5]

„Bruno Frank hat einen dramatischen Kuchen gebacken, den er da und dort mit ein paar Mandeln und Rosinen bespickte. Man sucht sie behutsam heraus, weil der Name des Komödiendichters schließlich ein bißchen zur Aufmerksamkeit herausfordert. Der Teig ist übel, die Zutaten aber reizen manchmal. [...]Bruno Frank hat nichts zu sagen und redet darum sehr viel. Stücke wie dieses [...] sind wie ein Erbübel des Familientheaters und zeigen einen Rückfall in jene Burgtheatermentalität, die man versungen und vertan glaubte.“
- Leo Feld zur Aufführung im Wiener Burgtheater, Die Zeit (Wien), 31. Dezember 1916:[6]

„Die treue Magd“ hat mit Literatur nichts zu tun. Aber das Stück besitzt die – nicht gerade häufige – Beredsamkeit der Bühne, und es hat kultivierte Geistigkeit. [...] Das ist wahrlich nicht wenig.
- Der Schriftsteller und Kritiker Alfred Polgar urteilte zur Aufführung im Wiener Burgtheater 1917:[7]

Das ist ein nettes, stilles, warmherziges, redliches Stück, dem zuzuhören in keinem Augenblick Verdruß oder Langeweile bereitet. Es will nicht viel, aber was es will, kann es. Die Komödie hat enge geistige und dramatische Grenzen. Das ist ihre Schwäche und ihre Stärke. Denn sie übernimmt sich nie, sondern bleibt taktvollst innerhalb ihrer Möglichkeiten, die sie mit Ruhe und Sicherheit ausschreitet. Es ist nichts Rohes, nichts Gemeines, nichts Verlogenes in diesen drei allzu gütigen Akten, aber mancherlei Feines und Kluges. Zudem weisen sie einen mustergültigen Dialog auf, der, den Forderungen der Bühne nach Erhöhung, Verstärkung, Ueberreinheit, nach Sonntagstracht der Sprache sozusagen gerecht werdend, doch durchaus möglich und menschlich bleibt. Ich wüßte keinen wiener Theaterschriftsteller, dessen Dialog zwischen Stil und Natürlichkeit eine so glückliche Mitte fände. Das sympathische, einfache, nur leider oft bis zur Weichlichkeit sanfte Stück wird am Burgtheater vollendet gespielt. In den Hauptrollen von Heine, dessen grundgescheite, markante Schauspielerei hier aus breiten, scharfkantig aneinandergefügten Flächen eine höchst lebensvolle Figur formt, und von Fräulein Maria Mayer. Sie gibt ein altes Mädchen, das um sein Lebensglück betrogen worden. Eine, die vor Zeiten saftige Traube war, leider nicht verspeist wurde und jetzt ziemlich verschrumpelte Rosine ist, voll konzentriertester Süßigkeit. Es ist bezaubernd fein, wie Fräulein Mayer diese Süßigkeit, die Güte, nur in feinsten Tröpfchen durch die Schale von Entsagung und Wissen sickern läßt, in die sich das Herz der „treuen Magd“ eingekapselt hat.
- Bruno Franks Biograph Sascha Kirchner urteilte 2009:[8]

Man muß Franks Theaterstücke mit anderen literarischen Maßstäben messen als seine Prosa. Denn er kalkulierte seine Bühnenwerke genau, und keineswegs hielt er sie für „große Literatur“. Einige Zeit später nannte er „Die treue Magd“, sein „Lustspiel der Güte“, „überharmlos“ und „nur halb geglückt“. …
Die „Komödie in drei Akten“ ist sicher konventionell, der dargestellte Konflikt sprengt nicht die Grenzen der bürgerlichen Welt, und am Ende fügt sich, wiewohl melancholisch grundiert, alles erwas zu glatt. Gegen den expressionistischen Aufschrei, der sich gleichzeitig auf den deutschen Bühnen angesichts der Kriegswirklichkeit und des Generationenkonfliktes zwischen Vätern und Söhnen vollzog, mußte „Die treue Magd“ wohlanständig wirken.

## Druckausgabe
- Die treue Magd. Komödie in drei Akten. Berlin/München : Drei Masken, 1916, pdf.